# Горбатки (двукрылые)
Горбатки, или фориды (лат. Phoridae), — семейство двукрылых из подотряда короткоусых (Brachycera). Насчитывают около 3000 видов, которые объединяют примерно в 240 родов. Около 45 % видов семейства относят к роду Megaselia.

## Распространение
Большая часть видового разнообразия горбаток сконцентрирована в тропиках и субтропиках. На территории Европы встречаются около 600 видов из 34 родов. На Дальнем Востоке России — 98 видов из 29 родов.

## Описание
Взрослые горбатки — небольшие насекомые длиной 0,5—6 мм, как правило, окрашенные в чёрный или желтоватый цвет. Грудь у большинства видов приподнята и имеет форму горба. На крыльях отсутствуют поперечные жилки, передние продольные жилки сильно утолщены.

### Голова
Голова дихоптическая и у самок, и у самцов. Лоб у большинства родов с медиальной бороздкой, которая начинается от переднего глазка и заканчивается у края лба. У многих родов может отсутствовать пара стандартных щетинок, а у некоторых, у рода Gymnophora, все лобные щетинки. Бывают и дополнительные щетинки, чаще всего ещё одна пара супраантенальных или интермедиальных. Различается хоботок самцов и самок по длине и ширине лациний и лабеллума. Усики имеют три основных сегмента и одного-трёх члениковая ариста; ариста в некоторых случаях может отсутствовать. Щупики часто с несколькими щетинками.

### Грудь
Грудь состоит из вытянутого скутума и находящегося под ним скутеллума и щитка. У бескрылых самок скуталлум частично редуцирован или отсутствует. Грудь несёт различные щетки на дорсальной части и по бокам, также две-четыре щетинки на щитке. На мезоплевре у некоторых видов видна бороздка в виде буквы L, которая разделена мезоплеврой.

## Экология и местообитания
Образ жизни горбаток очень разнообразен. Личинки многих видов являются специализированными хищниками, некоторые поедают яйца пилильщиков, ручейников, пауков, корневых тлей, личинок плодовых комариков, галлообразующей тли. Многие паразиты или симбиоты общественных насекомых, в частности термитов и муравьёв, а также пчёл, ос и многоножек. Личинки некоторых видов горбаток питаются на растениях или на живых грибах. Ещё имеется большое количество видов, личинки которых поедают гниющий материал, некоторые из них развиваются только на грибах или мёртвых моллюсках. Среди горбаток много полифагов, к примеру виды Megaselia scalaris и Dohrniphora cornuta, которые способны развиваться в живых тканях растений, в растительтом детрите, трупах животных, навозе, молоке, в кишечном и мочевом тракте человека, в колониях пчёл. Некоторые виды являются паразитами муравьёв, которых атакуют и откладывают яйца на хитиновый покров. Взрослые мухи питаются чаще всего соками растений.

### Экономическая значимость
Также горбатки могут наносить экономический ущерб. Горбатки вредят плантациям культивируемых грибов. В неотропической зоне они отмечены как переносчики чумы пчёл. Также известны такие горбатки, которые вызывают миазы у человека и домашнего скота, а также переносчики холеры — это вид Megaselia scalaris.
Среди горбаток есть и агенты биологического контроля, распространённые в субтропиках горбатки-паразитоиды играют полезную роль, уменьшая популяции муравьёв-листорезов родов Atta и Acromyrmex.

## Развитие
Личинки развиваются от двух до четырёх недель. Для них характерны три свободно живущие стадии, которые продолжаются от 6 до 14 дней в зависимости от вида.

## Палеонтология
В ископаемом состоянии известны с мелового периода.

## Классификация
Включает 245 родов и 6 подсемейств: Phorinae, Aenigmatiinae, Metopininae (в том числе трибы Beckerinini и Metopinini), Alamirinae, Termitoxeniinae, Thaumatoxeninae. Дискутируется статус подсемейств Termitoxeniinae (Alamira — Horologiphora — Linklloydia — Perissa — Perittophora — Pronudiphora — Ridiculiphora — Selenophora — Septemineophora — Siluphora — Volvectiphora) и Thaumatoxeninae (Thaumatoxena). Крупнейший род Megaselia включает около 1500 видов (из них 400 в Европе).
35 европейских родов:
- Подсемейство Aenigmatiinae
  - Aenigmatias
  - Diplonevra
  - Dohrniphora
  - Hypocerides
- Подсемейство Conicerinae
  - Conicera
  - Gymnoptera
- Подсемейство Hypocerinae
  - Billotia
  - Borophaga
  - Hypocera
  - Stichillus
- Подсемейство Metopininae
  - Apocephalus
  - Beckerina
  - Chonocephalus (более 138 видов)[14]
  - Gymnophora
  - Lepta
  - Megaselia
  - Menozziola
  - Metopina
  - Microselia
  - Phalacrotophora
  - Plectanocnema
  - Pseudacteon
  - Puliciphora
  - Razorfemora
  - Triphleba
  - Trucidophora
  - Tubicera
  - Woodiphora
- Подсемейство Phorinae
  - Anevrina
  - Chaetopleurophora
  - Phora
  - Spiniphora
- Роды Incertae sedis
  - Obscuriphora
  - Poloniphora
  - Veruanus
  - Xenotriphleba